# GEKE focus
GEKE focus war das Mitgliedsmagazin der Gemeinschaft Evangelischer Kirchen in Europa. Die Zeitschrift erschien ab 2007 dreimal im Jahr, die Artikel waren in englischer, deutscher oder französischer Sprache verfasst und enthielten oft eine Zusammenfassung in den jeweiligen anderen Sprachen. Die Ausgaben behandelten jeweils ein Schwerpunktthema und gaben Auskunft über historische Themen, laufende Projekte und jüngste Entwicklungen in der Gemeinschaft Evangelischer Kirchen in Europa und in ihren Mitgliedskirchen.
2017 wurde die Zeitschrift eingestellt.

## Ausgaben (Auswahl)
- kirche in der diaspora. Nr. 20 (3/2013), Dezember 2013 (issuu.com).
- Jan Hus- martyr for a true church. Nr. 24 (3/2015) (issuu.com).
- “Being church together in a pandemic” – Reflections from a Protestant Perspective. Nr. 29 (E/2021), März 2021 (issuu.com).